# Ганина Яма

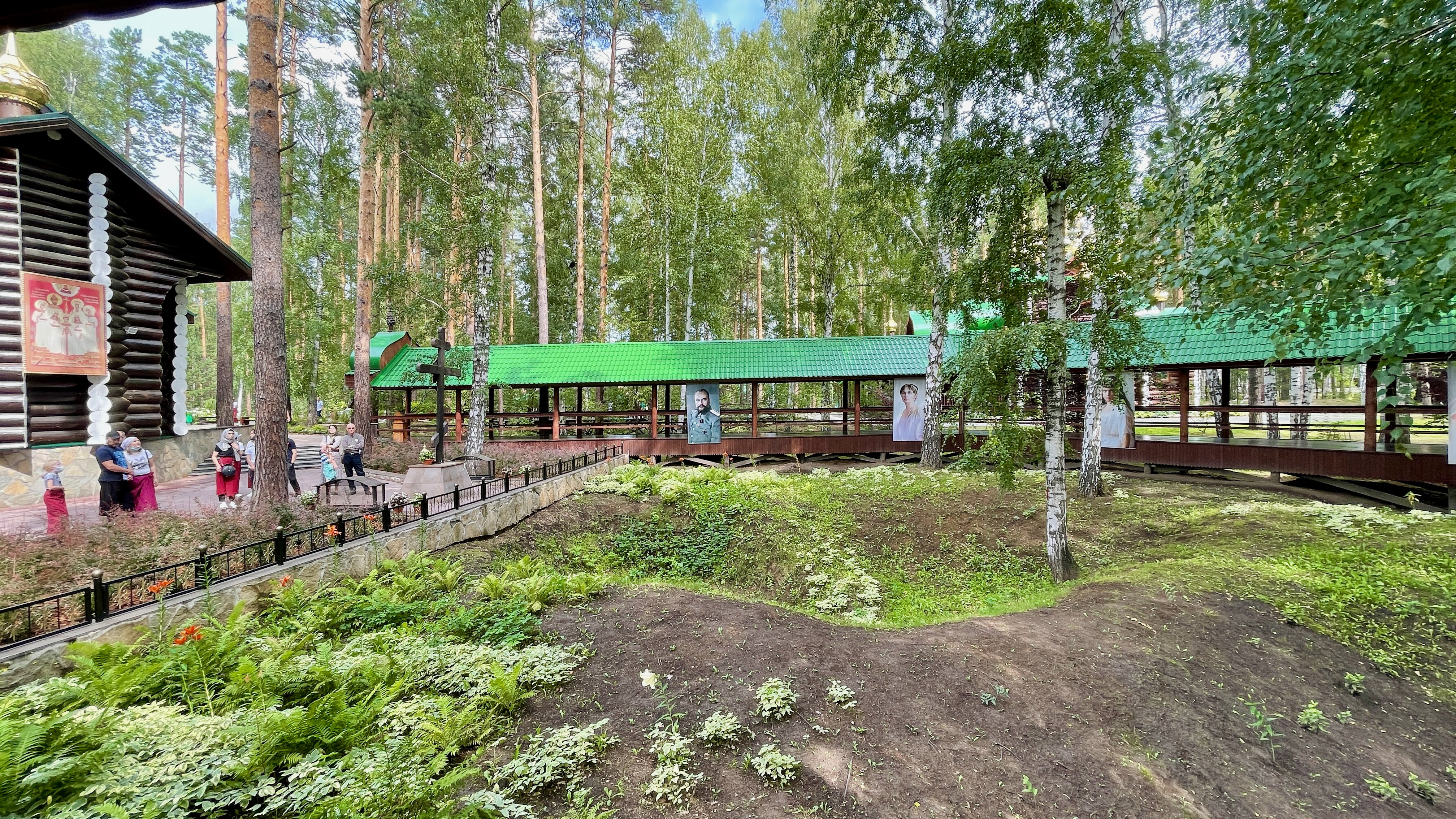
Ганина Яма, вид с юга на север, 2021 год

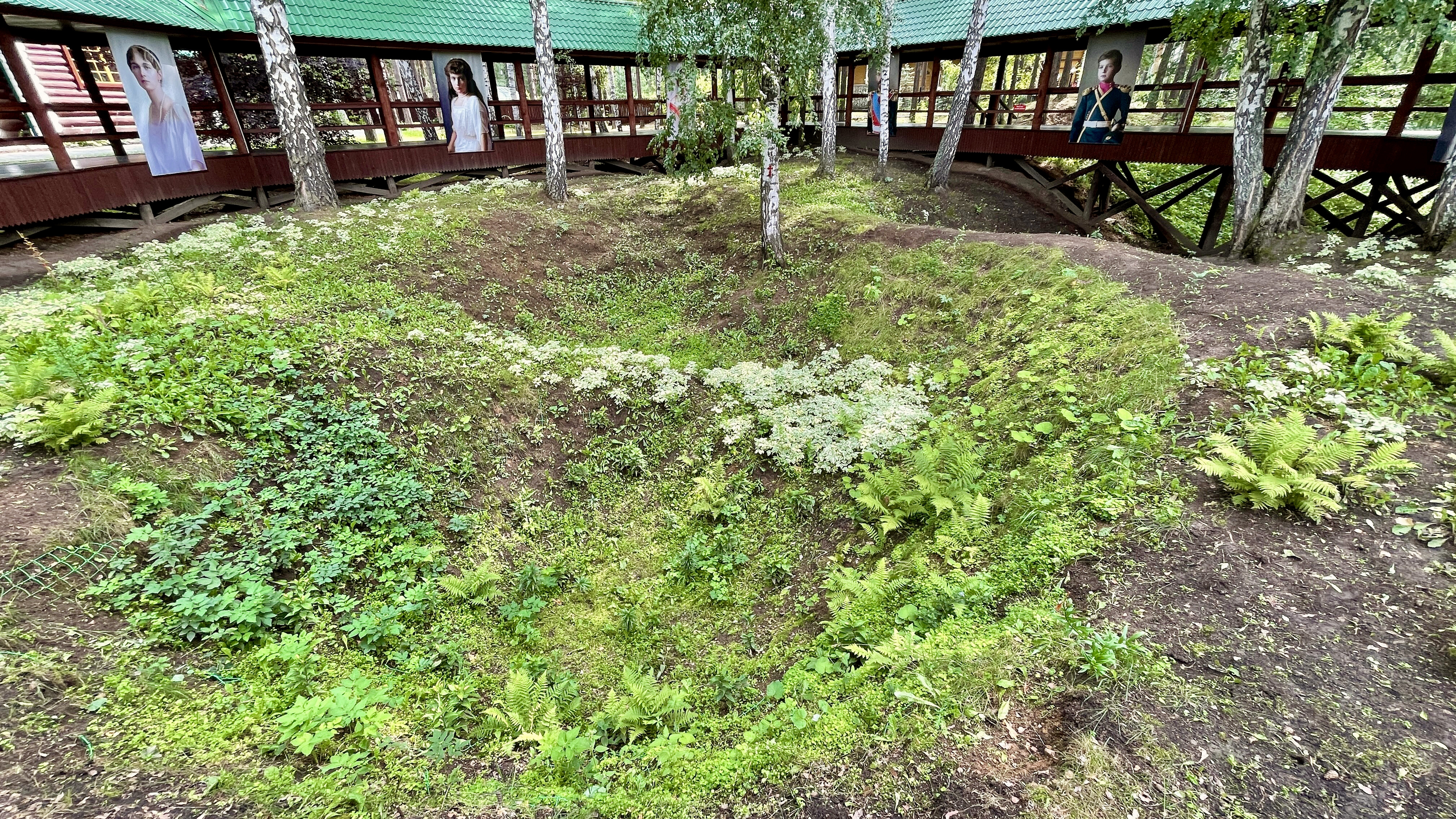
Ганина Яма, вид с запада на восток, 2021 год

Га́нина Я́ма — общепринятое название заброшенного Исетского рудника, расположенного в поросшем берёзовым и сосновым лесом урочище Четыре брата на территории городского округа Верхняя Пышма Свердловской области.
Считается, что здесь в ночь на 17 июля 1918 года были сброшены в шахту тела семерых членов царской семьи и четырех их слуг. Сейчас на этом месте находится Монастырь Святых Царственных Страстотерпцев.

## География
Расположено на территории 59-го, 66-го и 67-го кварталов Среднеуральского участкового лесничества Березовского лесничества Свердловской области, в 2,5 километрах к северу от посёлка Шувакиш и в 4 километрах на юго-восток от деревни Коптяки (севернее города Екатеринбурга).
Земля с отвала шахты № 7 — плотная глинистая масса красноватого (охристого), цвета содержащая «несортированный» каменный материал мелкой, преимущественно миллиметровой размерности. В свободном залегании (в отвале шахты) она была настолько плотной, что напоминала утрамбованное (накатанное) полотно грунтовых дорог. В течение 11 лет (с осени 2000 года) при строительстве монастыря Святых Царственных Страстотерпцев, при рытье котлованов для закладки фундаментов, были извлечены тысячи кубометров грунта. Его ссыпали куда попало, в том числе отсыпали обочины дороги.

## История происхождения названия
В середине XIX века этот участок земли купил подрядчик по имени Гавриил в надежде отыскать здесь золото. Жители деревни Коптяки называли владельца рудника Ганей. Отсюда и пошло название самой большой разработки рудника — Ганиной Ямы. В конце XIX века на этом руднике добывали железную руду и жгли уголь для домны Верх-Исетского завода. В начале XX века рудник был заброшен, шахты завалились и поросли молодым лесом. Сама Ганина Яма представляла собой небольшой карьер размером 20×30 метров, заполненный дождевой водой, вокруг неё находилось более 30 старых шахт, шурфов и котлованов, в которых прежде добывали руду.

## История следствия на Ганиной яме
Утром 17 июля 1918 года тела расстрелянных в доме Ипатьева привезли на Ганину Яму. После изъятия ценностей и сжигания одежды на кострах побросали трупы в шахту, однако вода чуть покрыла тела. Оставив охрану и взяв ценности, Яков Михайлович Юровский поехал в город Екатеринбург к комиссару снабжения Уральского Совета Петру Лазаревичу Войкову, чтобы получить бензин или керосин, а также серную кислоту, чтобы обезобразить лица, и лопаты.
Утром 28 июля семь человек коптяковских крестьян: Николай Папин, Михаил Бабинов, Михаил Алферов, Павел Алферов, Яков Алферов, Николай Логунов и Александр Логунов отправились на рудник. Они пришли сюда пешком по дорожке, ближайшей к Коптякам. Внимательно они исследовали рудник и обнаружили: Мальтийский крест с изумрудами, маленькую пряжку с гербом, обнаженные планшетки от корсетов, пуговицы с гербами, пряжки от помочей и подвязок и др.

### Первое обследование
Начальный этап следствия вела группа офицеров Генерального штаба вместе со следователем Екатеринбургского окружного суда Алексеем Павловичем Намёткиным. Они опросили крестьян деревни Коптяки, которые первыми появились на месте уничтожения свидетельств расстрела, обнаружив в 100 метрах от шахты № 7 глиняную площадку с двумя кострищами. В пепле крестьяне нашли несколько драгоценных камней и платиновый крест, выложенный изумрудами. Этот крест крестьяне принесли в деревню и показали скрывавшемуся там поручику Шереметьевскому, который вспомнил, что видел такой крест на груди великой княжны Татьяны, когда она вместе с отцом присутствовала на военном смотре. Узнав о том, что Екатеринбург взят белыми войсками, поручик сразу направился в штаб и сообщил о находках вблизи Коптяков. 30 июля началось расследование обстоятельств преступления, подпадающего под действие ст. 1453 Уложения о наказаниях.
Первый осмотр Ганиной ямы проводили офицеры под руководством подполковника Игоря Адамовича Бафталовского, руководство работами по выкачиванию воды из шахт поручили поручику Шереметьевскому, которому в помощь были приданы военнопленные.
При осмотре Бафталовский обратил внимание на «слишком незначительное количество золы и пепла, что определённо указывало на затрату для костров небольшого количества топлива, абсолютно недостаточного для сожжения 18 человеческих тел». Из этого был сделан вывод, что на Ганиной яме произошла лишь имитация уничтожения тел, их оттуда увезли.
То, что в кострищах были найдены драгоценности, привлечённый как свидетель бывший царский камердинер Терентий Иванович Чемодуров объяснил тем, что императрица распорядилась зашить их в складках одежды, чтобы их не нашли при обысках, проводившихся неоднократно.

### Следствие Н. А. Соколова
17 января 1919 года для надзора за расследованием дела об убийстве царской семьи Верховный правитель России адмирал Александр Васильевич Колчак назначил главнокомандующего Западным фронтом генерал-лейтенанта Михаила Константиновича Дитерихса.
Приказом от 6 февраля 1919 года расследование было возложено на следователя по особо важным делам Омского окружного суда Николая Алексеевича Соколова. 7 февраля Соколову в Омск были переданы от Дитерихса подлинное производство и вещественные доказательства по делу.
В тексте доклада следователя Н. А. Соколова вдовствующей Императрице Марии Феодоровне в сжатом виде так говорится о том, как происходило сокрытие улик цареубийцами:
«Когда злодеяние было совершено, трупы Августейшей Семьи и всех других были тут же положены в грузовой автомобиль, на котором Янкель Юровский вместе с некоторыми другими известными лицами увез Их за город Екатеринбург, в глухой рудник, расположенный в лесной даче, принадлежавшей некогда графине Надежде Алексеевне Стенбок-Фермор, а ныне находящиеся во владении общества Верх-Исетских акционерных заводов.
Одновременно с доставлением к руднику трупов вся местность эта была оцеплена заградительными кордонами красноармейцев, и в течение трех дней и трех ночей не позволялось ни проезжать, ни проходить по этой местности. В эти же дни, 4-6 июля, к руднику было доставлено, самое меньшее, 30 ведер бензина и 11 пудов серной кислоты. Местность, куда были доставлены трупы Августейшей Семьи, совершенно определённо и точно установлена на предварительном следствии. Она вся подверглась самому тщательному, при участии особо доверенных лиц из воинских чинов, осмотру и розыскам.
Принимая во внимание данные осмотра этой местности и совокупность обнаруженных здесь нахождений, следственная власть не питает никаких сомнений и совершенно убеждена в том, что трупы Августейших Особ и всех остальных, погибших вместе с Ними, около одной из шахт сначала расчленяли на части, а затем сжигали на кострах при помощи бензина. Трудно поддававшиеся действию огня части разрушались при помощи серной кислоты. На месте уничтожения трупов найдено много предметов, позволяющих без всякого сомнения признать этот факт. В кострищах, около них и в самой шахте обнаружены следующие предметы: а) драгоценности и части драгоценностей: одна из жемчужных серег (с бриллиантом наверху) Государыни Императрицы; раздавленные и подвергшиеся действию огня части жемчужины от другой серьги; изумрудный крест Государыни Императрицы, осыпанный бриллиантами; большой бриллиант прекрасных свойств и большой стоимости, входивший в состав другого большого украшения Государыни Императрицы; малые круглые жемчужины от ниток жемчуга; осколки рубинов, аметиста и сапфира, причём последние весьма напоминают формой и цветом камень в перстне Государя; б) части одежды, обуви и принадлежности одежды и обуви: кусочки шинели, весьма напоминающие своим цветом и добротностью шинель Алексея Николаевича; много кусков обгорелой обуви, причём в этих кусках обнаружено много винтиков, признающихся экспертами за принадлежность дорогой обуви благодаря их качеству; пуговицы, петли, кнопки, крючки, причём некоторые из пуговиц индивидуальны: принадлежат к верхнему костюму Государыни Императрицы; кнопки — прекрасной французской работы; крючки и петли — типичные предметы, ставившиеся на их костюмы портным Бризак; металлические части уничтоженных огнем корсетов: передние планшетки числом шесть; кости, пряжки и крючки от подвязок, шелк от корсетов; причём следствием установлено, что Государыня Императрица, носившая обыкновенно корсет, требовала этого неукоснительно и от Княжон, считая отсутствие его распущенностью; носила корсет и девушка Демидова; пряжки от корсетов (от подвязок) типичны по своим свойствам, они хорошей работы; пряжка от пояса Государя Императора; пряжка от пояса Алексея Николаевича, весьма индивидуальная; три пряжки от туфель, из коих одна — от туфель Государыни Императрицы, а две парные — от туфель одной из Великих Княжон; в) предметы и части их, принадлежавшие Августейшей Семье: портретная рамочка, дорожная, складная, в которой хранился у Государя Императора портрет Государыни; три образочка: Спасителя, Николая Чудотворца и Святых Мучеников Гурия, Авива и Самона, причём самые лики почти уничтожены кощунственными действиями, а на одном из образков сохранилась и подушечка с колечком для ношения его на груди; серебряная рамочка от образочка работы петроградского мастера; остатки рамочки другого образка; Уланский юбилейный значок Её Величества; маленький флакончик с английскими солями; типичный флакон зелёного стекла с Царской короной в разбитом на части виде; множество стекол от других флакончиков с солями, от рамочек и украшений, имевших стекла; прекрасно сохранившийся, несмотря на большой период времени, благодаря низкой температуре в шахте труп собачки Анастасии Николаевны Джеми, любимой собачки Государыни, подаренной Анастасии Николаевне в 1915—1916 годах одним из офицеров; эта собачка — очень маленькая, ниппонской породы; её Анастасия Николаевна обычно носила на руках.
Надо сказать, что кострищ при предварительном обследовании местности группой офицеров было обнаружено всего два и небольших размеров, и трудно было сразу предположить, что на них уничтожены останки 11 человек, рапортовал тогда подполковник Игорь Бафталовский. Сами кострища были неглубокие, следов костей и тем более зубов в них обнаружено не было, из чего был сделан вывод, что тела в кострах не сжигались, а были вывезены, а на кострах были сожжены вещи царской семьи».
Однако, по свидетельству Михаила Константиновича Дитерихса, бывшего в начале 1919 года главой комиссии по расследованию убийства царской семьи и непосредственно знакомым со всем ходом предварительного следствия
«…На поверхности площадки местами заметны свежие следы лопаты, снимавшей кусками верхний слой площадки. В одном из углублений площадки скопилось довольно много остатков от костра, что первоначально было даже принято за самый костер. В действительности же кострище было разложено позади открытой шахты, шагах в 8 от нее, по направлению к большой березе; размеры этого костра были значительные, не менее 3 аршин в диаметре. Когда костер прогорел, то его, видимо, раскидали, а место кострища, оставшиеся угольки и пепел присыпали свежей глиной с площадки. На краю места кострища Наметкин и увидел в августе как бы перегоревшее совершенно ребро.
Другой костер был подальше; под старой березой; по размерам он, вероятно, был не менее первого, а может быть даже и больше. Но его Исаак Голощекин не разбрасывал, как первый костер; его нашли цельным и разбросали уже крестьяне деревни Коптяков. <…> Логические окончательные выводы из приведенных примеров довольно ясны: в первом случае на кострище у шахты сжигалась обувь Великих Княжен, а во втором — пуля попала в кострище, выпав из сжигавшегося тела».

Кроме того, в кострищах и около них найдены: револьверные пули системы „наган“, оболочки от пуль и множество расплавленного в огне свинца. Наконец, найден человеческий палец и два кусочка человеческой кожи. Научная экспертиза признала, что палец этот отрезан от руки и принадлежит женщине средних лет, имевшей тонкие, длинные, красивые пальцы, знакомые с маникюром. Перед самым оставлением г. Екатеринбурга в сем году, прервавшим, к сожалению, дальнейшие розыски, найдено много рубленых и, возможно, пиленых костей, природу коих надлежит определить в ближайшем будущем в условиях существующей возможности. Все кости подверглись разрушительному действию огня, но, возможно, и кислот. Нахождение на руднике драгоценностей, частей их и пуль представляется следственной власти ясным».
По приказу Дитерихса Соколов эвакуировался из Екатеринбурга 11 июля 1919 года и вывез все акты подлинных следственных производств вместе с вещественными доказательствами. Затем принимал участие в вывозе материалов в марте 1920 года из Харбина в Западную Европу и обеспечении их сохранности.
Именно благодаря кропотливой работе Н. А. Соколова стали впервые известны подробности расстрела и захоронения царской семьи. Он их подробно изложил в своей книге «Убийство Царской Семьи».

## В последующие годы
За период с 1918 по 1993 год шахта № 7 превратилась в удлиненную двойную воронку. Это объяснимо тем, что из ствола шахты было пройдено две рассечки в восточном направлении. Когда произошло обрушение шахты, то на месте ствола шахты образовалась вполне ожидаемая воронка. Затем осыпались рассечки со стороны открытого забоя и обрушились центральные части рассечек, когда в них сгнила крепь, соединив две воронки осыпания воедино.
В июле 1993 года была идентифицирована шахта № 7, её местоположение было потом подтверждено в ходе очень несложных, но трудоемких полуинструментальных топо-привязочных работ в июле — октябре 1993 года силами Православного братства во имя Святых Царственных мучеников.
26 января 1998 года с западной стороны воронки шахты был воздвигнут металлический крест.

## Основание монастыря
В августе 2000 года на Архиерейском Соборе Русской православной церкви были прославлены в лике страстотерпцев Николай II и его семья. 23 сентября 2000 года, во время своего визита на уральскую землю, патриарх Алексий II посетил урочище Ганина яма и, благословив учреждение монашеской обители, поставил свою подпись на генеральном плане будущего монастыря. Строителем монастыря стал схиигумен Сергий (Романов). Первый камень монастыря был заложен 1 октября 2000 года, 27 декабря Священный Синод официально «благословил открытие мужского монастыря во имя Царственных страстотерпцев в урочище Ганина яма», 28 декабря здесь был учрежден мужской монастырь Святых Царственных Страстотерпцев.
На территории монастыря находится Открытая шахта № 7 — так она именуется Н. А. Соколовым в материалах расследования обстоятельств гибели Царской семьи, где были обнаружены улики преступления.
Сейчас в монастыре действует семь храмов — по количеству убитых членов царской семьи.

## Галерея

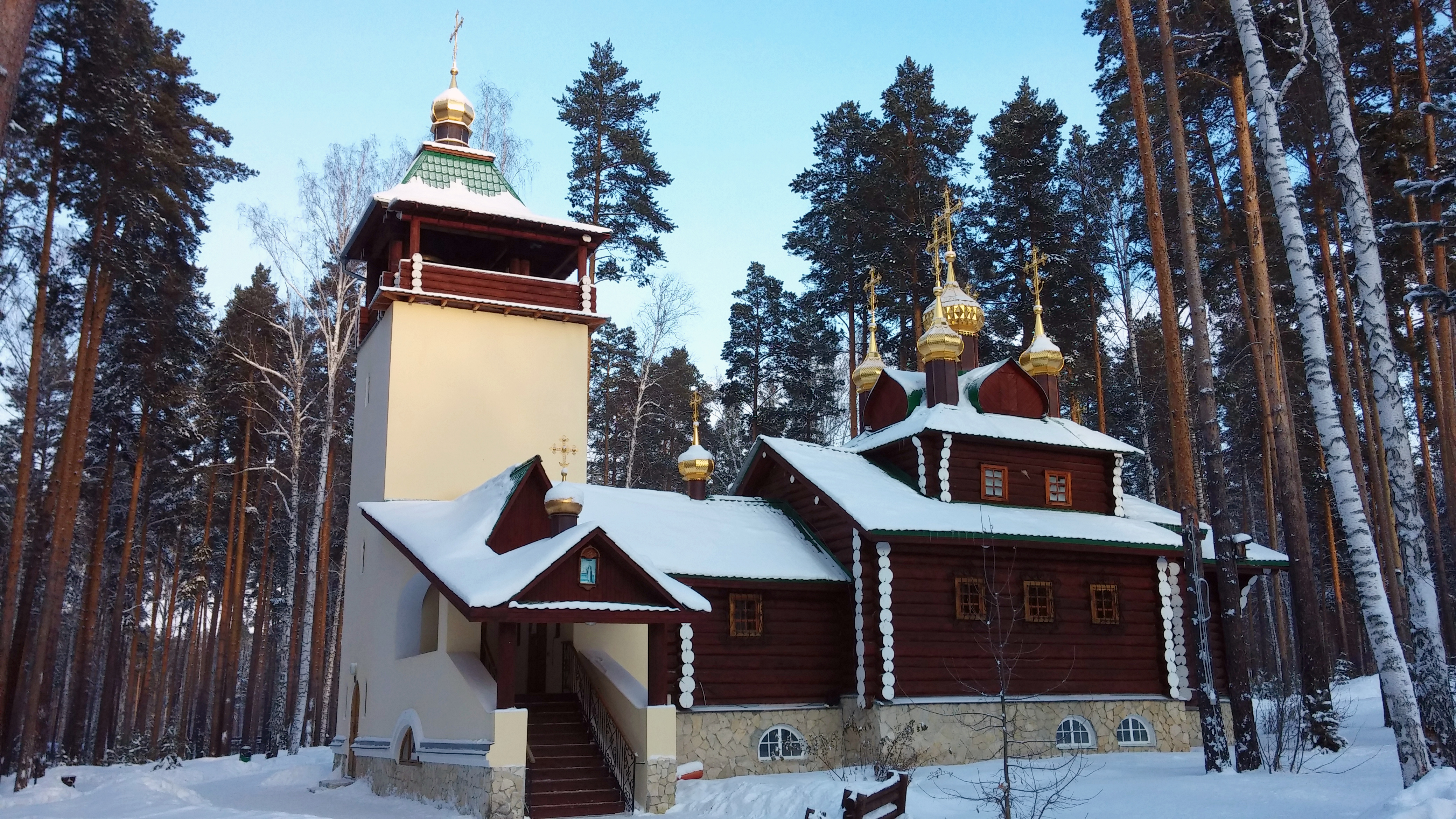
Храм во имя преподобного Серафима Саровского
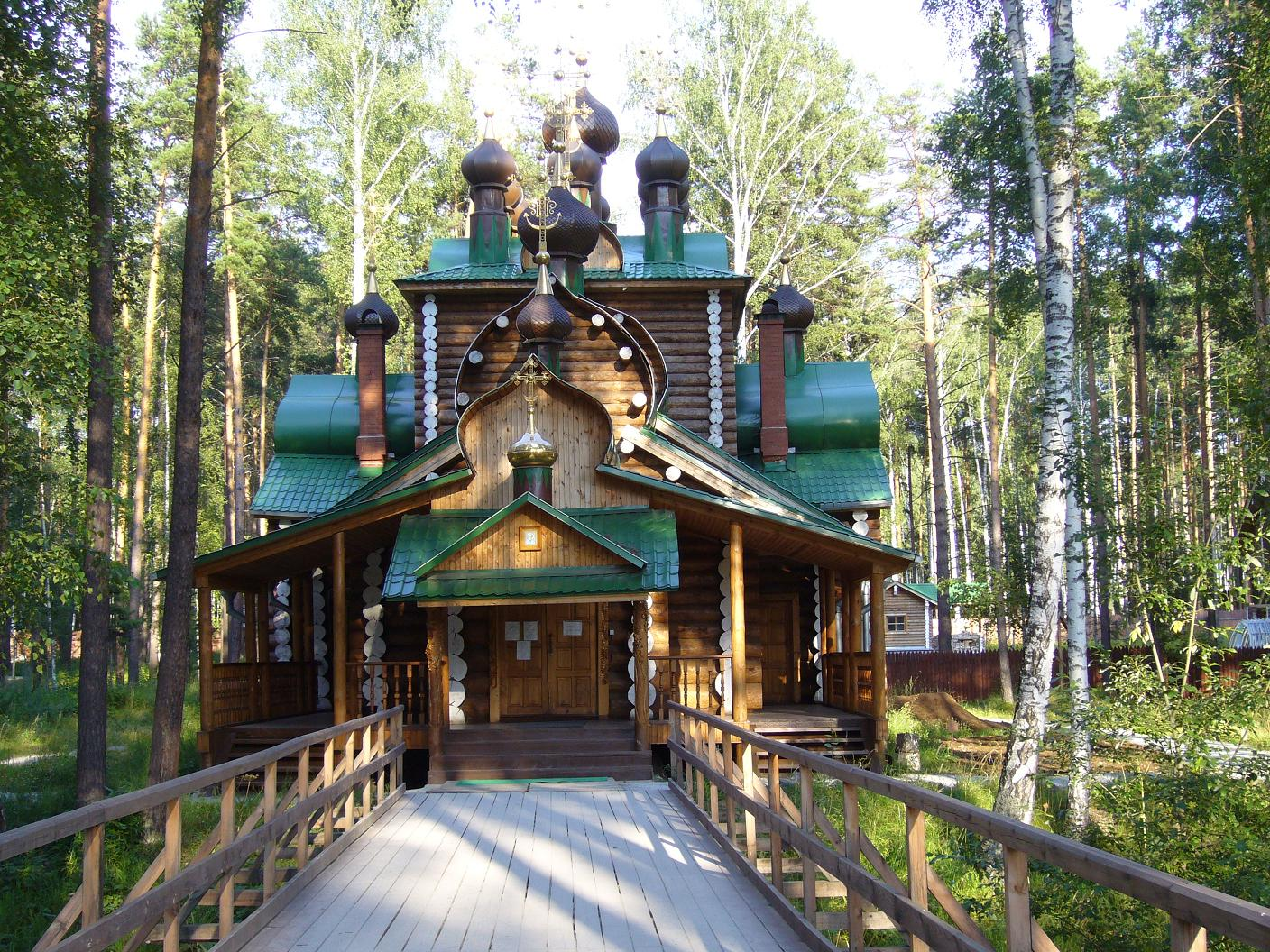
Храм во имя святителя Николая Мирликийского Чудотворца
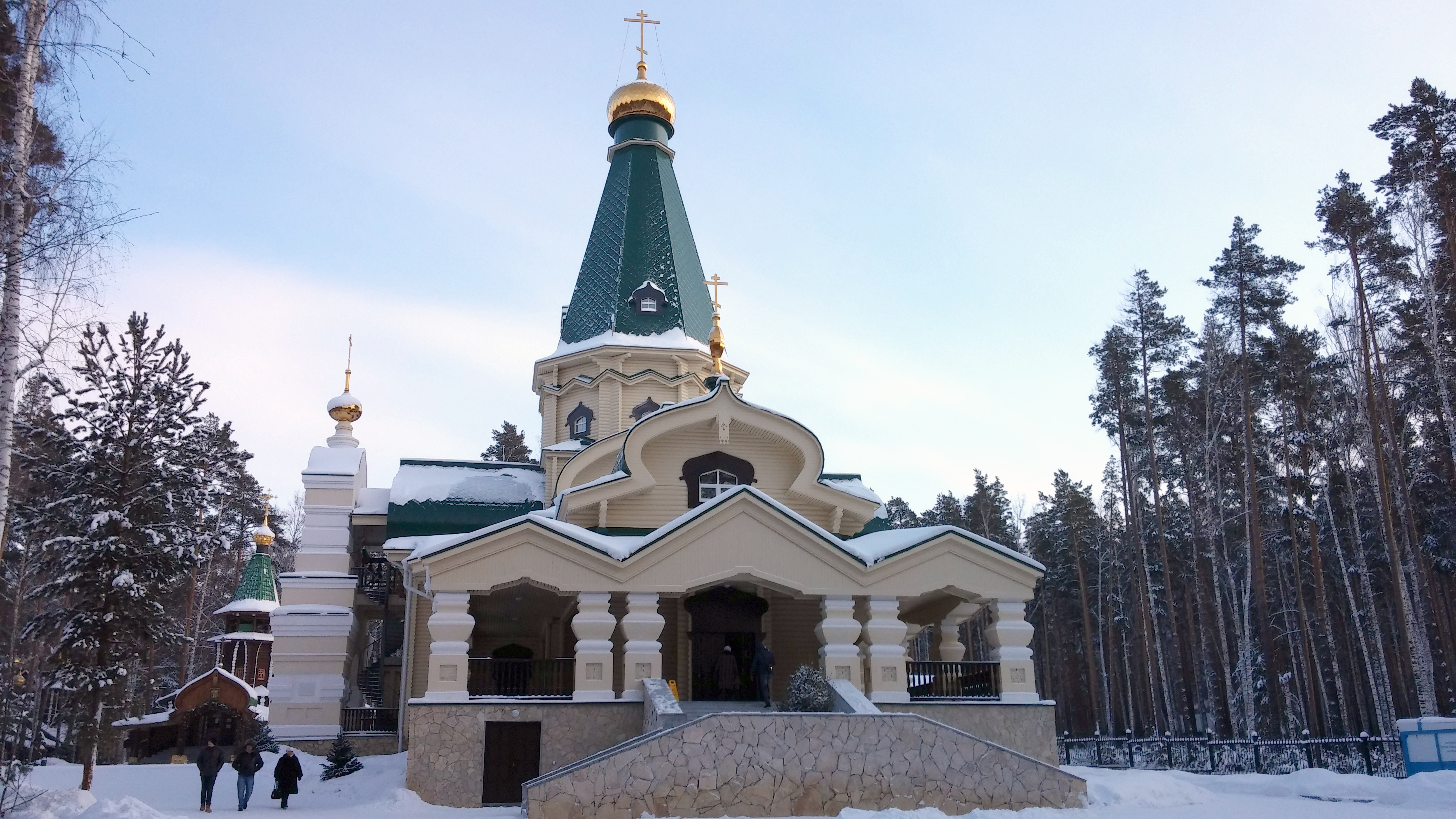
Храм в честь Державной иконы Божией Матери
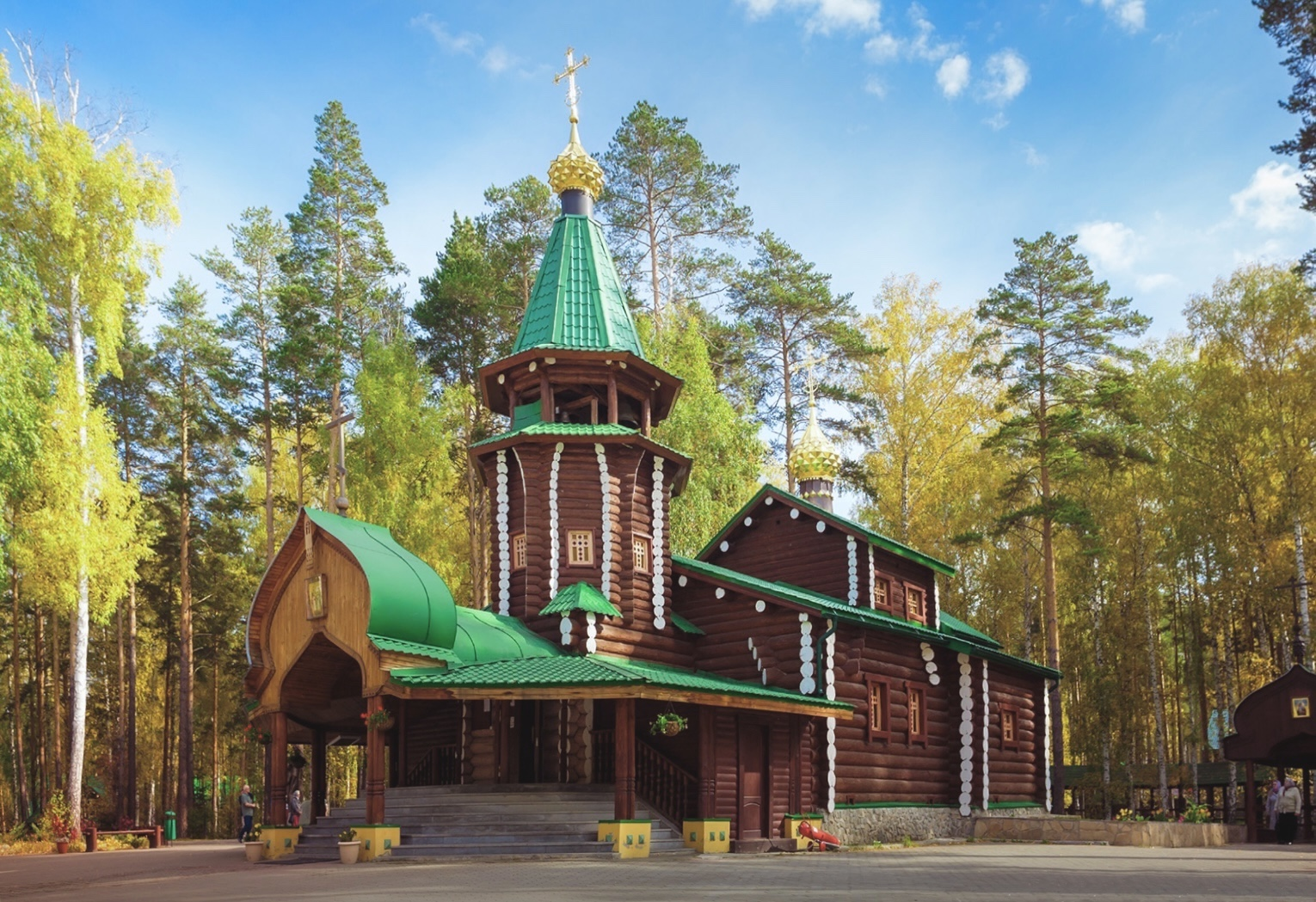
Храм во имя святых Царственных Страстотерпцев